# Athoon
Athoon fou una tikhana de Mewar (Udaipur) cedida com a jagir el 1708 pel maharana Maharana Amar Singh II a un cap del clan Purawat dels sisòdia rajputs de nom Chatar Singh fill de Jaswant Singh de Mangrop. La capital era Athoon a 154 km d'Udaipur.

## Història
El maharana de Mewar maharana Amar Singh II va cedir la tikhana com a jagir a Chatar Singh fill de Jaswant Singh de Mangrop, el 1708; el seu successor Guman Singh es va enemistar amb el maharana Ari Singh II (1761-1773) i el 1773 aquest va atacar Athoon volent arrestar al jagirdar; com a defensa Guman Singh es va mullar de petroli i es va calar foc; envoltat de flames es va llençar contra els atacants i en va matar alguns abans de morir. Per un temps va passar a Amar Chand però més tard el jagir fou retornat a la dinastia Purawat.

## Llista de sobirans
- Chatar Singh 1708-?
- Guman Singh ?-1773
- Amar Chand 1773-?
- Dawlat Singh
- Sujan Singh
- Devi Singh
- Gulab Singh